# Celeron
Celeron — семейство x86-совместимых недорогих процессоров Intel, выпускавшееся с 1998 по 2023 год. Они ориентированы на домашние и офисные ПК и отличаются более низкой ценой за счёт ограничения кеша L2 и функционалов. Первым был выпущен в 1998 году на базе Pentium II.
В сентябре 2022 года Intel объявила, что в 2023 году бренды Celeron и Pentium будут заменены единым обозначением «Intel Processor» в сегменте недорогих мобильных и настольных решений. При этом процессоры всё ещё могут выпускаться под прежними именами в отдельных встраиваемых и мобильных системах.
Одной из причин невысокой цены являлась их более низкая, по сравнению со старшими моделями, производительность, что достигалось путём искусственного ограничения частоты шины процессора, уменьшения объёма кеша второго уровня (L2), а также блокировкой некоторых функций.
Первый процессор семейства Celeron был анонсирован 15 апреля 1998 года и построен на архитектуре Pentium II. В дальнейшем серия включала модели на базе архитектур Pentium III, Pentium 4, Pentium M, Pentium D, Core 2 Duo, Core i3, i5, i7 и др.
В сентябре 2022 года компания Intel объявила о постепенном отказе от брендов Celeron и Pentium в бюджетном мобильном сегменте в пользу нового бренда Intel Processor N. Тем не менее, в ряде мобильных и встраиваемых систем до сих пор используются процессоры под торговыми марками «Celeron» и «Pentium» (например, Celeron N4500, Pentium Silver N6005).

## Модели
До появления процессоров Celeron компания Intel сталкивалась с конкуренцией на рынке недорогих x86-процессоров, прежде всего со стороны AMD (серия K6) и IDT (WinChip), предназначенных для платформы Socket 7. В ответ на это Intel представила Celeron — процессор на архитектуре Pentium II с упрощённой конструкцией и более доступной ценой. Первые Celeron выпускались для разъёма Slot 1 в корпусе SEPP, не имевшем верхней пластиковой крышки.

### Covington
Первые процессоры Celeron (Covington) были выпущены 15 апреля 1998 года и представляли собой ядро Deschutes без кеша второго уровня. Отсутствие кеша приводило к существенному снижению производительности по сравнению даже с Pentium MMX, несмотря на более высокую тактовую частоту. Это обусловило быструю замену на ядро Mendocino. На ядре Covington было выпущено всего две модели — с частотами 266 и 300 МГц, однако они получили популярность у оверклокеров, так как могли стабильно работать на частотах 400–450 МГц. При этом производительность таких разогнанных процессоров в некоторых задачах приближалась к Pentium II, при значительно меньшей стоимости.

### Mendocino

Процессор Celeron 333 на ядре Mendocino в переходнике Slot 1 — Socket 370

Intel, осознавая плохую репутацию первых Celeron, не стала повторять ошибку и выпустила 24 августа 1998 года новое ядро — Mendocino уже с кэшем L2. Ядро Mendocino во многом имеет ту же архитектуру, что и Katmai, хотя и выпущено раньше. Кэш L2 был интегрирован в ядро и, соответственно, размещался на одном с ним кристалле, что позволило работать кэшу L2 на частоте ядра. Поэтому, хотя частота FSB была преднамеренно уменьшена до 66 МГц, в некоторых случаях (в основном в играх) этот процессор порой опережал по производительности более дорогие процессоры, выпускавшиеся Intel, кэш L2 которых работал на половинной частоте ядра. Также эти процессоры Celeron с частотами около 300 МГц были популярны среди оверклокеров, так как увеличение частоты FSB до 100 МГц для этих моделей не составляло труда. Также, существовала интересная возможность модификации процессоров Mendocino для установки в двухпроцессорные системы (официально Celeron не могли работать в двухпроцессорных конфигурациях).
Чтобы отличить процессор Celeron 300 МГц на ядре Mendocino от аналогичной модели на ядре Covington, было решено в конце названия модели на ядре Mendocino ставить букву «A» — Celeron 300A.
Изначально процессор выпускался для Slot 1. Но ввиду того, что кэш L2 был интегрирован в ядро, Intel решила отказаться от Slot 1 и использования картриджей и перешла к новому типу корпуса (PPGA) и новому разъёму (PGA-370, известному также как Socket 370), что позволило снизить себестоимость процессора и уменьшить размеры системы, также процессоры в этом исполнении лучше разгонялись. Процессоры для Slot 1 продолжали выпускаться параллельно. Первыми для Socket 370 были выпущены Celeron 300 и Celeron 333. Последней моделью Celeron для Slot 1 являлся процессор с частотой 433 МГц, однако было выпущено множество адаптеров-переходников с Socket 370 в Slot 1. Это позволило устанавливать и более быстрые модели (466 МГц и более) в Slot 1.
Процессор Celeron с ядром Mendocino — первый процессор с интегрированным на кристалл ядра кэшем L2. Производство таких процессоров изначально было довольно трудным и дорогостоящим процессом, но, с совершенствованием технологий, стало значительно дешевле. Кроме того, это позволило запустить кэш L2 на частоте ядра и значительно повысить производительность. В дальнейшем все процессоры, в том числе и у конкурентов, использовали интегрированный кэш L2.
Mobile Pentium II Celeron
25 января 1999 года была выпущена мобильная версия процессора Celeron на ядре Mendocino. От своего настольного собрата это ядро ничем не отличалось, кроме уменьшенного напряжения питания (1,6 В или 1,9 В). Процессор был предназначен для установки в недорогие мобильные ПК. Процессоры Mobile Pentium II Celeron не поддерживают технологию энергосбережения SpeedStep.
Ядро Mendocino производилось с использованием 250-нм техпроцесса, в результате производство процессоров с частотой более 533 МГц было затруднено. Intel решила перейти на новое ядро — Coppermine-128.

### Coppermine-128
Процессор, относящийся к семейству Pentium III Celeron, был выпущен 29 марта 2000 года. Иногда, чтобы отличать процессоры Celeron на ядре Coppermine-128 от более ранних процессоров Celeron на ядрах Covington и Mendocino, первые неофициально называли Celeron II. Ядро Coppermine-128 построено на ядре Coppermine и при этом, как и раньше, кэш L2 равен 128 Кбайт, что отражено в названии; частота FSB составляет 66 МГц. В остальном ядра фактически идентичны, только у Celeron кэш L2 4-канальный и его латентность увеличена до 2. Практически все выпускаемые тогда процессоры, в том числе и AMD, использовали FSB с частотой 100 и 133 МГц, в результате Celeron значительно отставал по производительности от других процессоров. Когда же AMD выпустила Duron  с FSB 100  МГц как ответ Celeron, то FSB 66 МГц привела к неконкурентоспособности Celeron. Intel же долго не желала, чтобы Celeron использовал FSB с частотой 100 МГц, так как в то время ещё продолжали производиться процессоры Pentium III, использующие FSB 100 МГц, и их необходимо было реализовывать. Но, тем не менее, 3 января 2001 года Intel представляет Celeron 800, первый процессор семейства Celeron, который использовал FSB частотой 100 МГц, однако для частот свыше 800 МГц её пропускной способности снова было недостаточно.
Первые процессоры Celeron на ядре Coppermine-128 (степпинг cA2 и cB0, частоты 533—600 МГц) работали при напряжении питания ядра 1,5 В (для Celeron с частотой 633—700 МГц напряжение составляло уже 1,65 В), позже были выпущены процессоры, которые были основаны на новой ревизии ядра и использовали напряжение 1,7 (степпинг cC0, частоты 566—850 МГц) и 1,75 В (степпинг cD0, частоты 566 (OEM, промаркированный Celeron 850), 733—1100 МГц). В отличие от процессоров на степпинге cB0, обновлённые процессоры были более стабильны и легче разгонялись (см.: Оверклокинг).
Новые процессоры, как и Pentium III, производились для Socket 370 и использовали тип корпуса FC-PGA.
Mobile Pentium III Celeron
Как и раньше, 14 февраля 2000 года Intel представила мобильные версии процессоров Celeron, предназначенных для установки в недорогие мобильные ПК. В процессорах использовалось ядро Coppermine-128, но системная шина работала на частоте 100 МГц, а позже были выпущены процессоры и с FSB 133 МГц. Процессоры серии Mobile Pentium III Celeron не поддерживают энергосберегающую технологию SpeedStep.
В серии Pentium III Celeron на ядре Coppermine-128 также были выпущены мобильные процессоры с пониженным напряжением, предназначенные для установки в недорогие портативные мобильные ПК. Были выпущены модели Mobile Pentium III Celeron 600 L и 500 L (21 мая 2001 года). Процессоры обладали пониженным напряжением (1,35 против 1,6 В у обычной мобильной версии Celeron Coppermine-128). Максимальное TDP у версии 600 L составляет 14,4 против 20,0 Вт у обычной мобильной версии Celeron 600.
Также были выпущены процессоры Mobile Pentium III Celeron со сверхнизким потреблением. 21 мая и 30 января 2001 года стали доступны соответственно модели Mobile Pentium III Celeron 600 U и 500 U. Они отличались ещё более низким напряжением питания (1,1 В) и ещё более низким значением TDP (у модели 600 U — 9,7 Вт). Процессоры предназначались для установки в офисные и пользовательские мобильные ПК.
Процессоры серии Mobile Pentium III Celeron на ядре Coppermine-128 выпускались в 495-контактных корпусах типа mPGA2 или BGA2 и предназначались для установки соответственно в Socket 495 или припаивались непосредственно к материнской плате.

### Tualatin-256
Следующая серия процессоров Celeron была построена на ядре Tualatin. В новом Celeron Intel использовала кэш L2 объёмом 256 Кбайт и FSB частотой 100 МГц. Первым процессором в серии стала модель с частотой 1,2 ГГц, анонсированная осенью 2001 года, а позже, 3 января 2002 года, стали доступны модели с более низкими частотами 1,0 и 1,1 ГГц. Для того чтобы отличать их от аналогичных моделей на ядре Coppermine-128, в конце названия новых процессоров добавляли букву A. Процессоры на ядре Tualatin пользовались популярностью среди оверклокеров, так как имели более высокие множители, чем Pentium III, и увеличить частоту FSB до 133 МГц не составляло труда, в результате процессоры значительно опережали Pentium III (построенных на предыдущих ядрах) и даже Pentium 4.
Для ядра Tualatin Intel выпустила новую спецификацию VRM, вследствие чего процессоры на ядре Tualatin оказались несовместимыми с материнскими платами для поколения Coppermine.
Все немобильные Tualatin выпускались в исполнении Socket 370, и это позволило выпустить (в нарушение спецификаций Intel) адаптеры для установки процессоров Tualatin в Slot 1.
Mobile Pentium III Celeron
21 января 2002 года Intel выпускает процессоры Celeron на ядре Tualatin для мобильных ПК. От настольных процессоров они отличались пониженным напряжением питания. В мобильной серии Celeron на ядре Tualatin были выпущены процессоры, у которых частота FSB составляла 133 МГц. Как и прежде, было доступно три серии процессоров: мобильные процессоры, процессоры с пониженным энергопотреблением (серия Low Voltage) и процессоры со сверхнизким энергопотреблением (серия Ultra Low Voltage). Как и раньше, процессоры серии Mobile Pentium III Celeron не поддерживают технологию SpeedStep.

### Willamette-128
15 мая 2002 года Intel выпускает новый процессор Celeron, построенный на архитектуре NetBurst и имеющей ядро Willamette, аналогичное Pentium 4, за исключением урезанного до 128 Кбайт кэш L2. Помимо того, что процессор имел все недостатки обычного ядра Willamette, урезанный кэш L2 дополнительно существенно уменьшал его производительность. Однако реклама сыграла большую роль в популяризации этого процессора. В ней предлагалось приобрести компьютеры с процессором Pentium 4 с маленькой буквой «c» на конце (Pentium 4c), что означало, что речь идёт именно о Celeron. Celeron на ядре Willamette-128 был выпущен всего в двух частотных модификациях — 1,7 и 1,8 ГГц. Вскоре после выхода Celeron на ядре Northwood-128 эти процессоры были вытеснены с рынка.

### Northwood-128

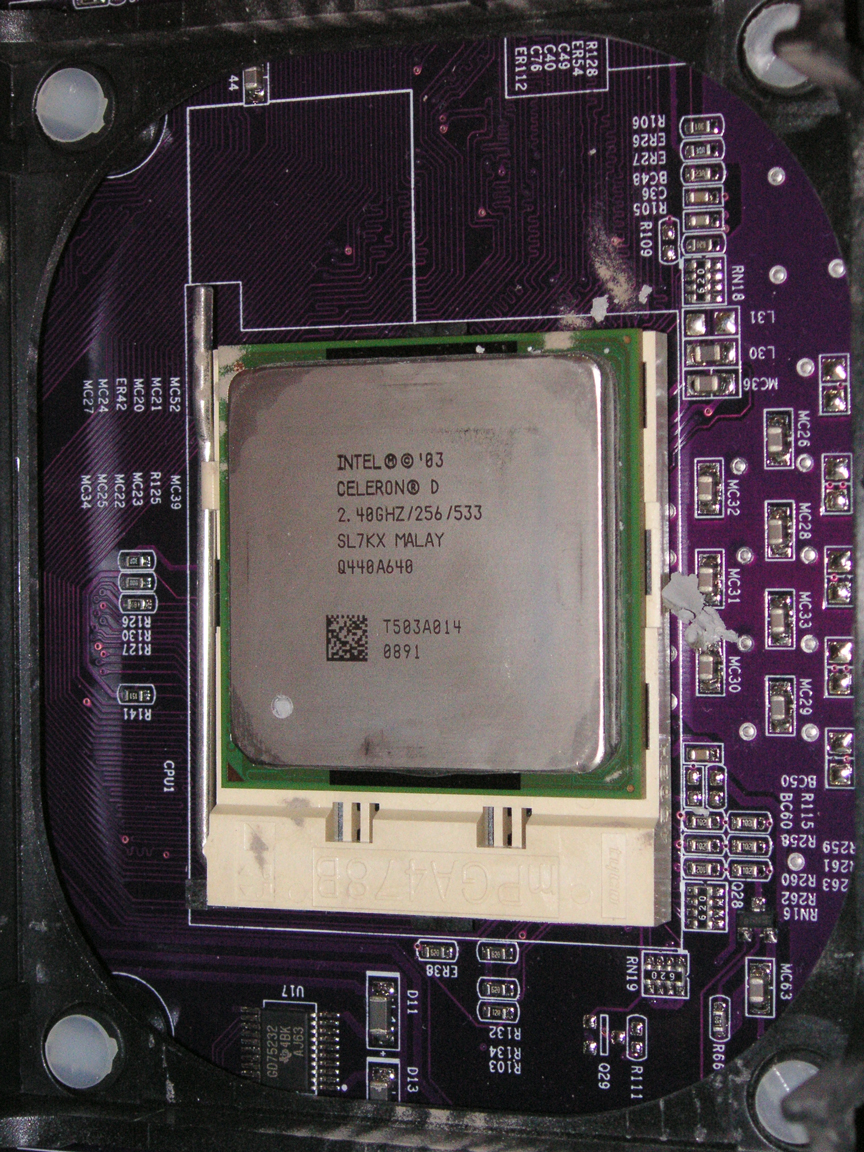
Процессор Intel Celeron D, частота 2,4 ГГц. Расположен в сокете mPGA478B (платформа Socket 478)

Первые модели Celeron на ядре Northwood-128 были выпущены 18 сентября 2002 года. Они представляли собой обычное ядро Northwood с урезанным до 128 Кбайт кэшем L2.
Mobile Celeron
Первые процессоры Mobile Celeron были выпущены 24 июня 2002 года и основаны на ядре Northwood-256. В отличие от настольных Celeron, эти процессоры имели кэш L2, равный 256 Кбайт. Процессоры Celeron не поддерживают технологию Hyper-Threading, что существенно снижает их производительность по сравнению с процессорами Pentium 4. Чтобы уменьшить TDP процессоров, было понижены напряжение питания (до 1,3 В) и рабочая тактовая частота. Были выпущены модели с частотами 1,4; 1,5; 1,6; 1,7; 1,8; 2,0; 2,2; 2,4; 2,5; 2,6 и 2,8 ГГц. Значение TDP у модели с частотой 2,5 ГГц составляет 35 Вт. Процессоры серии Mobile Celeron не поддерживают энергосберегающую технологию SpeedStep.

### Prescott-256
Процессоры Celeron, основанные на ядре Prescott-256, обрели в названии букву «D» и именовались Celeron D, также в названии процессора стали использовать ту же систему нумерации, что и у Pentium 4, только процессоры Celeron относились к серии 3xx. Как и прежде, ядро для Celeron было полностью заимствовано от Pentium 4, за исключением кэш L2, размер которого составлял уже 256 вместо 128 Кбайт. В новом процессоре также увеличили и частоту FSB, теперь она составляла 533 МГц, что позволяло добиться существенного прироста производительности по сравнению с предыдущим поколением Celeron.
Первоначально процессоры выпускались для платформы Socket 478, затем были переведены на платформу LGA775. Все процессоры Celeron для LGA775 имеют поддержку EDB, что отразилось в обозначении процессоров — к названию добавилась буква «J». Позже у Celeron появилась поддержка EM64T, это также привело к изменению в названии процессора, такие процессоры были отнесены к сериям 3x1 и 3x6.
В последних числах декабря 2005 года Intel анонсировала процессор Celeron D 355. Номер «355» вовсе не означает, что он предназначен для Socket 478 — наоборот, он предназначен для LGA775 и поддерживает все современные технологии. Такое изменение в системе обозначений вызвано тем, что для обозначения процессоров Celeron D для LGA775 с поддержкой EDB и EM64T Intel использовала те же номера, что и для процессоров для Socket 478. К ним просто прибавлялась единица: например, Celeron D 340 — процессор для Socket 478, а процессор Celeron 341 — для LGA775 с поддержкой EDB и EM64T. Но последний процессор для Socket 478 имел номер 350, а следовательно, можно отказаться от такой системы и обозначать процессоры как и раньше, так появился Celeron 355 (в противном случае этот процессор мог бы получить обозначение Celeron D 356).
| Серия       | Частота ядра (ГГц)               | Частота FSB (МГц) | Платформа  | Используемые технологии | Дата выпуска     |
| ----------- | -------------------------------- | ----------------- | ---------- | ----------------------- | ---------------- |
| 3xx         | 2,13 (310)—3,2 (350)             | 533               | Socket 478 | SSE3                    | 24 июня 2004     |
| 3xxJ        | 2,53 (325J)—3,06 (345J)          | 533               | LGA775     | SSE3, EDB               | 22 сентября 2004 |
| 3x1 3x6 355 | 2,53 (326)—3,2 (351); 3,33 (355) | 533               | LGA775     | SSE3, EDB, EM64T        | 27 июня 2005     |

### Cedar Mill
Процессоры Celeron D на ядре Cedar Mill были запущены в производство в начале второго квартала 2006 года. От ядра Cedar Mill, применяемого в Pentium 4, они отличаются урезанным кешем L2 — 512 Кбайт. Процессоры имеют номер на единицу больший, чем процессоры Celeron D для LGA775 с поддержкой EDB и EM64T. В свет вышли модели Celeron D 352 (3,2 ГГц) и Celeron D 356 (3,33 ГГц). Серия просуществовала крайне недолго, поскольку Intel к тому моменту уже приняла решение об отказе от архитектуры NetBurst и переходе на архитектуру Core.

### Conroe-L
Одноядерные процессоры Intel Celeron на ядре Conroe-L (65 нм) начали выпускаться с середины 2006 года. Подразделяются на две линейки:
- 400-я серия (для настольных компьютеров) — процессоры серии имеют 512 Кб L2-кэша, частоту FSB 800 МГц, тактовые частоты от 1,6 до 2,2 ГГц;
- 500-я серия (для ноутбуков) — процессоры серии имеют 1 Мб L2-кэша, частоту FSB 533 МГц, тактовые частоты от 1,73 до 2 ГГц.

Процессоры поддерживают тот же набор технологий, что и Core 2 Duo, основанные на ядре Allendale.

### Allendale
- Двухъядерная серия Celeron Dual-core E1xxx — все четыре модели основаны на степпинге М0 ядра Allendale (65 нм): E1200 (SLAQW), E1400 (SLAR2), E1500 (SLAQZ), E1600 (SLAQY). Процессоры имеют тактовые частоты 1,6; 2,0; 2,2 и 2,4 ГГц, соответственно, частоту FSB 800 МГц и кэш L2 = 512 Кб.

Процессоры поддерживают тот же набор технологий, что и Core 2 Duo, основанные на ядре Allendale.

### Wolfdale
В 2009 году были выпущены процессоры Celeron Dual-Сore, основанные на степпинге R0 ядра Wolfdale (45 нм). Объём кэш L2 у этих процессоров составляет 1 Мбайт, а частота FSB осталась на прежнем уровне — 800 МГц. Линейка была представлена процессорами E3200 (SLGU5) и E3300 (SLGU4) с частотами 2,4 и 2,5 ГГц соответственно. В декабре 2009 или январе 2010, после появления Pentium G — low-end Nehalem процессора, линейка Celeron Dual-Core-Wolfdale была расширена процессором E3400 (SLGTZ) с частотой 2,6 ГГц.

### Sandy Bridge
Процессоры Celeron на архитектуре Sandy Bridge представлены шестью моделями:
- G440 одноядерный 1600 МГц, имеет кэшL3 1 Мб, max TDP 35 Ватт.
- G460 одноядерный 1800 МГц, имеет кэш L3 1,5 МБ, max TDP 35 Ватт, а также Hyper-threading.
- G465 одноядерный 1900 МГц, имеет кэш L3 1,5 МБ, max TDP 35 Ватт, а также Hyper-threading.
- G530 двухъядерный 2400 МГц, имеет кэш L3 2 Мб, max TDP 65 Ватт.
- G540 двухъядерный 2500 МГц, имеет кэш L3 2 Мб, max TDP 65 Ватт.
- G550 двухъядерный 2600 МГц, имеет кэш L3 2 Мб, max TDP 65 Ватт.

Процессоры обладают встроенным контроллером памяти DDR3-1066 и графическим ядром Intel HD Graphics, которое не поддерживает QuickSync.

### Ivy Bridge
Январь 2013 — Intel начинает продажи процессоров на 22-нм ядре Ivy Bridge — модели G1610T, G1610, и G1620.

### Braswell
Апрель 2015 — Intel начинает продажи процессоров на 14-нм ядре Braswell — модели N3000, N3050, N3150 и Pentium N3700.

## Celeron M

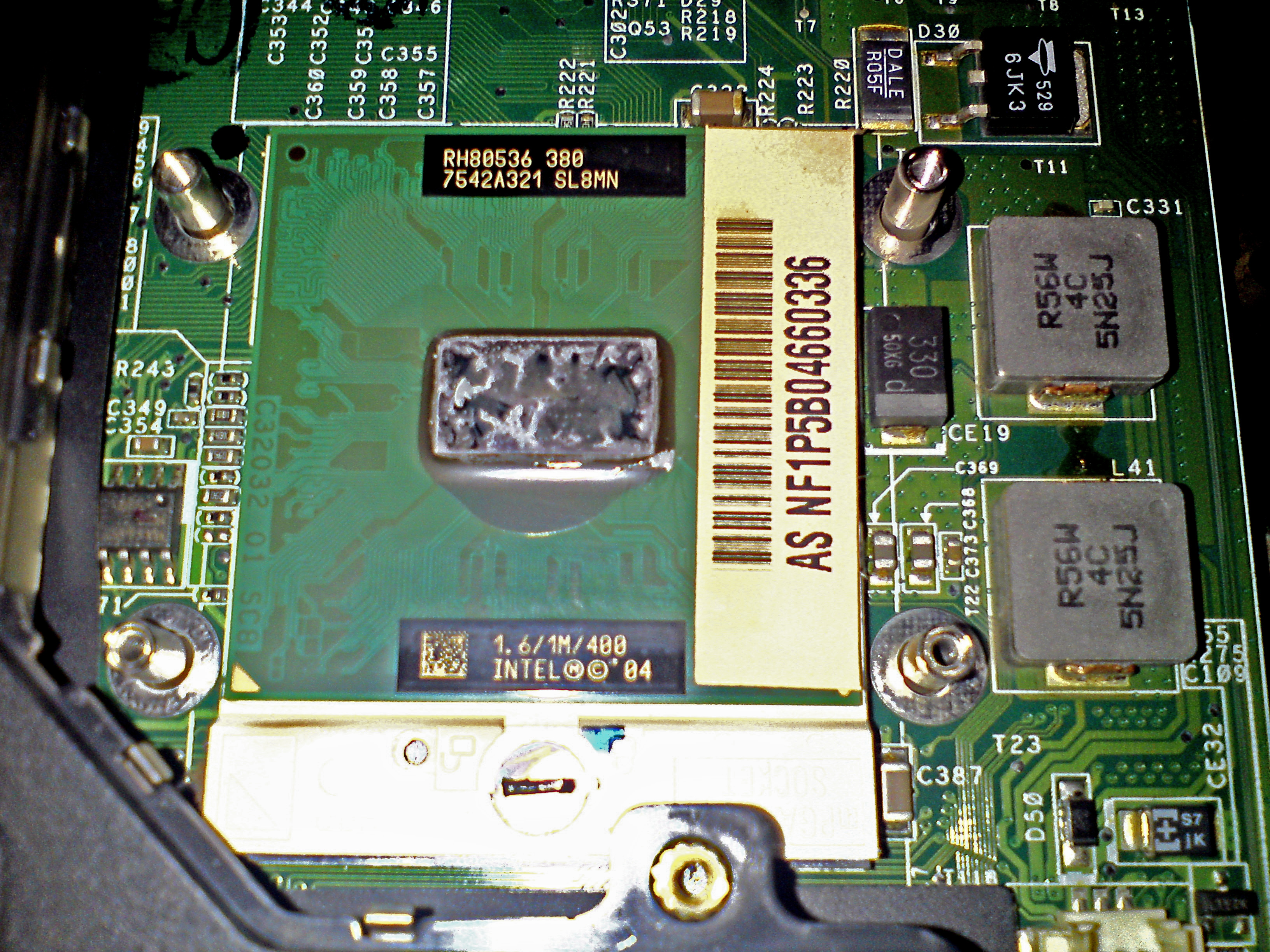
Intel Celeron-M, установленный в Socket 479

Celeron M основан на тех же ядрах, что и Pentium M, и предназначался для использования в мобильных ПК. Как и в случае с настольной платформой, этот процессор имел урезанный кэш L2 и не поддерживал технологию SpeedStep. Из-за отсутствия SpeedStep время работы аккумуляторов существенно сокращалась, а ввиду того, что TDP у Celeron M было ненамного меньше Pentium M, он был мало популярен.
Celeron M не является частью платформы Intel Centrino, независимо от используемого чипсета и наличия Wi-Fi.
В зависимости от модели, в обозначениях процессора используется как частота, так и серии чисел, подобных тем, которые используются в процессорах Celeron D.

### Celeron M архитектурыNetBurst
Northwood
- Mobile Celeron 1,2—2,5 ГГц (256 Кб, 2000000 нм)

### Celeron M архитектурыPentium M
Banias-512
Как следует из названия ядра, оно построено на основе ядра Banias, используемого в Pentium M, и имеет кэш-память L2 объёмом 512 Кбайт. На данном ядре были выпущены как обычные мобильные процессоры, так и процессоры со сверхнизким энергопотреблением (серия ULV). В серии ULV было выпущено три модели, с частотами 600, 800 и 900 МГц, которые работали при напряжении 1,004 В и имели TDP, равное 7 Вт.
- Celeron M 310/320/330/340, ULV600/ULV800/ULV333 (512 Кб, 130 нм)

Dothan-512/1024
Как следует из названия ядра, оно построено на основе ядра Dothan, используемого в Pentium M, и имеет кэш-память L2 объёмом в 512 или 1024 Кбайт. На данном ядре были выпущены как обычные мобильные процессоры, так и процессоры со сверхнизким энергопотреблением (серия ULV), которые работали при напряжения 0,94 В и имели TDP, равное 5 Вт.
- Celeron M 205, ULV353/ULV373 (512 Кб, 90 нм)
- Celeron M 350/360/370/380/390, ULV383 (1024 Кб, 90 нм)[3]

Позже, в июле 2005 года, были выпущены процессоры, которые имели поддержку EDB (аппаратный NX-Bit), в названии таких процессоров присутствует буква «J».

Yonah-512/1024
- Celeron M 512 (512 Кб, 65 нм)
- Celeron M 410/420/430/450, ULV423/ULV443 (1024 Кб, 65 нм)[4]

Sossaman
- Celeron M 1.66/1.83 (1024 Кб, 65 нм)

Shelton
Кодовое имя модификации ядра Banias (называемое также Banias-0) процессоров Celeron M, лишённого кэш L2 и технологии SpeedStep, что, естественно, очень существенно сказалось на производительности. Процессор предназначался для использования совместно с материнской платой малого размера D845GVSH производства Intel, предназначенной для рынков Азии и Южной Америки. Процессор идентифицирует себя как «Intel Celeron 1,0B ГГц» — буква «B» предназначена, чтобы отличать этот процессор от аналогов, построенных на других ядрах (на базе Coppermine-128 и Tualatin 1,0 ГГц).

### Celeron M архитектурыCore
Merom, Merom-L
- Celeron M 520/530/540/550/560/570 (1024 Кб, 65 нм), ULV 573[8]

Merom-2M
- Celeron M 575/585 (1024 Кб, 65 нм)

Penryn-3M
- Celeron M 900/925, ULV722/723/743/763 (1024 Кб, 45 нм)

### Celeron M архитектурыNehalem
- Celeron M P4500/P4505/P4600, U3400/U3405/U3600 (32 нм, двухъядерный)

### Celeron M архитектурыSandy Bridge
- Celeron M B710/B800/B810/B815/B818E/B820/B840; ULV-версии: 787/847/857/827E/847E (1,5-2 MB, 32 нм)

## Технические характеристики различных ядер

### Covington
Дата анонса первой модели: 15 апреля 1998 года
- Тактовые частоты (МГц): 266, 300
- Частота системной шины (FSB) (МГц): 66
- Размер кэш L1 (Кбайт): 16 (для данных) + 16 (для инструкций)
- Размер кэш L2 (Кбайт): отсутствует
- Напряжение питания: 2,0 В
- Количество транзисторов (млн): 7,5
- Площадь кристалла (мм²): 131
- Максимальное значение TDP: 18,4 Вт
- Техпроцесс (нм): 250
- Поддерживаемые технологии: IA-32, MMX
- Разъём: Slot 1
- Корпус: 528-контактный LGA помещённый на печатную плату и упакованный в 242-контактный картридж типа SEPP

### Mendocino
Дата анонса первой модели: 24 августа 1998 года для Slot 1 и 30 ноября 1998 года для Socket 370
- Тактовые частоты (МГц):
  - Процессоры для Slot 1: 300, 333, 366, 400, 433
  - Процессоры для Socket 370: 300, 333, 366, 400, 433, 466, 500, 533
- Частота системной шины (FSB) (МГц): 66
- Размер кэш L1 (Кбайт): 16 (для данных) +16 (для инструкций)
- Размер кэш L2: 128 Кбайт, работает на частоте ядра
- Напряжение питания: 2,0 В
- Количество транзисторов (млн): 19
- Площадь кристалла (мм²): 154
- Максимальное значение TDP: 28,3 Вт
- Техпроцесс (нм): 250 (у Slot 1), 220 (по некоторым данным — у Socket 370)
- Поддерживаемые технологии: IA-32, MMX
- Разъём: Slot 1, позже Socket 370
- Корпус: 528-контактный LGA помещённый на печатную плату и упакованный в 242-контактный картридж типа SEPP, позже 370-контактный PPGA

### Coppermine-128
Дата анонса первой модели: 29 марта 2000 года
- Тактовые частоты (МГц):
  - Процессоры с частотой FSB 66 МГц: 533, 566, 600, 633, 667, 700, 733, 766
  - Процессоры с частотой FSB 100 МГц: 800, 850, 900, 950, 1000, 1100
- Частота системной шины (FSB) (МГц): 66, 100
- Размер кэш L1 (Кбайт): 16 (для данных)+16 (для инструкций)
- Размер кэш L2: 128 Кбайт
- Напряжение питания (В): 1,5 или 1,65 или 1,7 или 1,75
- Количество транзисторов (млн): 28
- Площадь кристалла (мм²): 105, позже 90, ещё позже 95
- Максимальное значение TDP: 33,0 Вт
- Техпроцесс (нм): 180
- Поддерживаемые технологии: IA-32, MMX, SSE
- Разъём: Socket 370
- Корпус: 370-контактный FC-PGA

#### Mobile Coppermine-128
Дата анонса первой модели: 14 февраля 2000 года
- Тактовые частоты (МГц):
  - Обычные мобильные процессоры: 400, 450, 500, 550, 600, 650, 700, 733, 750, 800, 850, 866, 900, 933
  - Процессоры серии Low Voltage: 500, 600
  - Процессоры серии Ultra Low Voltage: 500, 600
- Частота системной шины (FSB) (МГц): 100, 133
- Размер кэш L1 (Кбайт): 16 (для данных) + 16 (для инструкций)
- Размер кэш L2: 128 Кбайт
- Напряжение питания (В): 1,7 или 1,6 или 1,35 или 1,1
- Количество транзисторов (млн): 28
- Площадь кристалла (мм²): 106, 105, 90, 95
- Максимальное значение TDP: 30,7 Вт
- Техпроцесс (нм): 180
- Поддерживаемые технологии: IA-32, MMX, SSE
- Разъём: Socket 495 или припаивался к материнской плате
- Корпус: 495-контактный mPGA2 или BGA2

### Tualatin
Дата анонса первой модели: 3 января 2002 года
- Тактовые частоты (МГц): 900, 1000, 1100, 1200, 1300, 1400
- Частота системной шины (FSB) (МГц): 100
- Размер кэш L1 (Кбайт): 16 (для данных) +16 (для инструкций)
- Размер кэш L2: 256 Кбайт
- Напряжение питания (В): 1,475 или 1,5
- Количество транзисторов (млн): 44
- Площадь кристалла (мм²): 80
- Максимальное значение TDP: 34,8 Вт
- Техпроцесс (нм): 130
- Поддерживаемые технологии: IA-32, MMX, SSE
- Разъём: Socket 370
- Корпус: 370-контактный FC-PGA2

#### Mobile Tualatin
Дата анонса первой модели: 21 января 2002 года
- Тактовые частоты (МГц):
  - Обычные мобильные процессоры: 1000, 1066, 1133, 1200, 1266, 1333
  - Процессоры серии Low Voltage: 650, 667, 733, 866
  - Процессоры серии Ultra Low Voltage: 400(?), 650, 700, 733, 800
- Частота системной шины (FSB) (МГц): 100, 133
- Размер кэш L1 (Кбайт): 16 (для данных) + 16 (для инструкций)
- Размер кэш L2: 256 Кбайт
- Напряжение питания (В): 1,5; 1,45; 1,4; 1,15; 1,1; 0,95
- Количество транзисторов (млн): 44
- Площадь кристалла (мм²): 80
- Максимальное значение TDP: 24,4 Вт
- Техпроцесс (нм): 130
- Поддерживаемые технологии: IA-32, MMX, SSE
- Разъём: Socket 478 или припаивался к материнской плате
- Корпус: 478-контактный mFC-PGA или 479-контактный mFC-BGA

### Willamette-128
Дата анонса процессоров: 15 мая 2002 года (1,7 ГГц) и 12 июня 2002 года (1,8 ГГц)
- Тактовые частоты (ГГц): 1,5; 1,6; 1;7; 1,8; 1,9; 2,0
- Эффективная частота системной шины (FSB) (МГц): 400
- Размер кэш L1: 8 Кбайт (для данных) + 12 тысяч операций
- Размер кэш L2: 128 Кбайт
- Напряжение питания: 1,75 В
- Количество транзисторов (млн): 42
- Площадь кристалла (мм²): 217
- Максимальное значение TDP: 66,1 Вт
- Техпроцесс (нм): 180
- Поддерживаемые технологии: IA-32, MMX, SSE, SSE2
- Разъём: Socket 478
- Корпус: 478-контактный mPGA

### Northwood-128
Дата анонса процессоров: 18 сентября 2002 года
- Тактовые частоты (ГГц): 1,6; 1,8; 2,0; 2,1; 2,2; 2,3; 2,4; 2,5; 2,6; 2,7; 2,8
- Эффективная частота системной шины (FSB) (МГц): 400
- Размер кэш L1: 8 Кбайт (для данных) + 12 тысяч операций
- Размер кэш L2: 128 Кбайт
- Напряжение питания (В): 1,475 или 1,5 или 1,525
- Количество транзисторов (млн): 55
- Площадь кристалла (мм²): 131
- Максимальное значение TDP: 68,4 Вт
- Техпроцесс (нм): 130
- Поддерживаемые технологии: IA-32, MMX, SSE, SSE2
- Разъём: Socket 478
- Корпус: 478-контактный mPGA

### Prescott-256
Дата анонса процессоров: 24 июня 2004 года
- Представленные модели: см. выше таблицу
- Эффективная частота системной шины (МГц): 533
- Размер кэш L1: 16 Кбайт (для данных)+12 тысяч операций
- Размер кэш L2: 256 Кбайт
- Напряжение питания: 1,4 В
- Количество транзисторов (млн): 125
- Площадь кристалла (мм²): 112
- Максимальное значение TDP: 84 Вт
- Техпроцесс (нм): 90
- Поддерживаемые технологии: IA-32, MMX, SSE, SSE2, а также см. таблицу выше
- Разъём: Socket 478, позже LGA775
- Корпус: 478-контактный mPGA, позже 775-контактный FC-LGA4
- Критическая температура — 67,7°С

### Banias-512
Дата анонса процессоров: январь 2004 года
- Тактовые частоты (МГц): 600, 800, 900, 1200, 1300, 1400, 1500
- Эффективная частота системной шины (МГц): 400
- Размер кэш L1: 32 Кбайт (для данных)+32 Кбайт (для инструкций)
- Размер кэш L2: 512 Кбайт
- Напряжение питания: 1,004 В или 1,356 В
- Количество транзисторов (млн): 77
- Площадь кристалла (мм²): 83
- Максимальное значение TDP: 24,5 Вт
- Техпроцесс (нм): 130
- Поддерживаемые технологии: IA-32, MMX, SSE, SSE2
- Разъём: Socket 478
- Корпус: 478-контактный mFC-PGA

### Dothan-1024
Дата анонса процессоров: август 2004 года
- Представленные модели: 350 (1,3 ГГц), 350 (1,2 ГГц), 353 (900 МГц), 360 (1,4 ГГц), 360J (1,4 ГГц), 370 (1,5 ГГц), 373 (1,0 ГГц), 380 (1,6 ГГц), 383 (1,1 ГГц), 390 (1,7 ГГц)
- Эффективная частота системной шины (МГц): 425
- Размер кэш L1: 32 Кбайт (для данных) + 34 Кбайт (для инструкций)
- Размер кэш L2: 1024 Кбайт
- Напряжение питания: 0,94 В или 1,26 В
- Количество транзисторов (млн): 144
- Площадь кристалла (мм²): 87
- Максимальное значение TDP: 21 Вт
- Техпроцесс (нм): 90
- Поддерживаемые технологии: EDB (процессоры с индексом «J»)
- Разъём:478
- Корпус: 478-контактный

### Sossaman-1024
Дата анонса процессоров: Март 2006
- Представленные модели: Celeron 1.66, Celeron 1.83 (Январь 2007)
- Эффективная частота системной шины, МГц: 667
- Размер кэш L1: <нет информации>
- Размер кэш L2: 1024 Кбайт
- Напряжение питания: 1.125-1.25 В
- Количество транзисторов (млн): 151
- Площадь кристалла (мм²): 90
- Максимальное значение TDP, Вт: 27
- Максимальная температура корпуса, С: 100
- Техпроцесс, нм: 65
- Поддерживаемые технологии: MMX, SSE, SSE2, SSE3, EIST, Intel VT-x, XD bit (NX bit)
- Разъём: Soket-M
- Корпус: 478-контактный mPGA478MT

### Yonah-1024
Дата анонса процессоров: Апрель 2006
- Представленные модели: Celeron M 410-450(1,47 ГГц - 2 ГГц), M ULV 423, 443 (1,07 ГГц, 1,2 ГГц)
- Эффективная частота системной шины, МГц: 533
- Размер кэш L2: 1024 Кбайт
- Напряжение питания: 1,0-1,3 В
- Количество транзисторов (млн): 151
- Площадь кристалла (мм²): 90
- Максимальное значение TDP, Вт: 27
- Максимальная температура корпуса, С: 100
- Техпроцесс, нм: 65
- Поддерживаемые технологии: MMX, SSE, SSE2, SSE3, XD bit (NX bit)
- Разъём: PPGA478
- Корпус: 478-контактный PPGA478

### Cedar Mill
Дата анонса процессоров: Июль 2006
- Представленные модели: Celeron D 352 (3,2 ГГц), Celeron D 356 (3,33 ГГц)
- Эффективная частота системной шины, МГц: 533
- Размер кэш L1: 16 Кбайт (для данных) + 12 тысяч операций
- Размер кэш L2: 512 Кбайт
- Напряжение питания: 1,25-1,325 В
- Количество транзисторов (млн): 125
- Площадь кристалла (мм²): ?
- Максимальное значение TDP, Вт: 86
- Максимальная температура корпуса, С: 69,2
- Техпроцесс, нм: 65
- Поддерживаемые технологии: IA-32, MMX, SSE, SSE2, SSE3, EDB, EM64T
- Разъём: LGA775
- Корпус: 775-контактный FC-LGA4

### Merom-1024
Дата анонса процессоров: Январь 2007
- Представленные модели: Celeron M 520-530(1,6 ГГц, 1,73 ГГц), Celeron 530-570(1,73 ГГц, 2,27 ГГц)
- Эффективная частота системной шины, МГц: 533
- Размер кэш L1: <нет информации>
- Размер кэш L2: 1024 Кбайт
- Напряжение питания: 0,95-1.3 В
- Количество транзисторов (млн): 291
- Площадь кристалла (мм²): 143
- Максимальное значение TDP, Вт: 31
- Максимальная температура корпуса, С: 100
- Техпроцесс, нм: 65
- Поддерживаемые технологии: MMX, SSE, SSE2, SSE3, SSSE3, Intel 64, XD bit (NX bit)
- Разъём: Soket-M, Socket-P, FCBGA6
- Корпус: 478 или 479-контактные PPGA478, PBGA479

### Merom-2M
Дата анонса процессоров: Март 2009
- Представленные модели: Celeron 575(2.2 ГГц), Celeron 585(2.3 ГГц), T1400-1700 (2 ядра, 1,73-1,83 ГГц)
- Эффективная частота системной шины, МГц: 553-667
- Размер кэш L1: <нет информации>
- Размер кэш L2: 1024 Кбайт
- Количество ядер: 1-2
- Напряжение питания: 0.95-1.3 В
- Количество транзисторов (млн): 291
- Площадь кристалла (мм²): 143
- Максимальное значение TDP, Вт: 31-35
- Максимальная температура корпуса, С: 100
- Техпроцесс, нм: 65
- Поддерживаемые технологии: MMX, SSE, SSE2, SSE3, SSSE3, Intel 64, XD bit (NX bit)
- Разъём: Socket-P
- Корпус: 478-контактный PPGA478

### Penryn-3M
Дата анонса процессоров: Март 2009
- Представленные модели: Celeron 900(2.2 ГГц), Celeron 925(2.3 ГГц), T3000-T3500(2 ядра, 1,8-2,1 ГГц)
- Эффективная частота системной шины, МГц: 800
- Размер кэш L1: <нет информации>
- Размер кэш L2: 512-1024 Кбайт
- Количество ядер: 1-2
- Напряжение питания: 1.0-1.25 В
- Количество транзисторов (млн): 410
- Площадь кристалла (мм²): 107
- Максимальное значение TDP, Вт: 35
- Максимальная температура корпуса, С: 105
- Техпроцесс, нм: 45
- Поддерживаемые технологии: MMX, SSE, SSE2, SSE3, SSSE3, Intel 64, XD bit (NX bit)
- Разъём: Socket-P
- Корпус: 478-контактный mPGA478MN

### Arrandale-2048
Дата анонса процессоров: Март 2010
- Представленные модели: Celeron P4500, P4505, P4600 (1,87 - 2,0 ГГц), U3400, U3405, U3600 (1,07 - 1,2 ГГц)
- Эффективная частота системной шины, МГц: 667, 500
- Размер кэш L2: 2 x 256 Кбайт
- Размер кэш L3: 2048 Кбайт
- Количество ядер: 2
- Напряжение питания: 0.725-1.4 В
- Количество транзисторов (млн): 382
- Площадь кристалла (мм²): 81
- Максимальное значение TDP, Вт: 35, 18
- Максимальная температура, С: 90, 105
- Техпроцесс, нм: 32
- Поддерживаемые технологии: MMX, SSE, SSE2, SSE3, SSSE3, Intel 64, XD bit (NX bit)
- Разъём: PGA988, BGA1288
- Корпус: 988-контактный PGA988, 1288-контактный BGA1288
- Встроенное GPU: в U-серии Intel HD Graphics 1-го поколения

### Sandy Bridge
Дата анонса процессоров: Июнь 2011
- Представленные модели: Celeron B710-B730(), B800-B840(), Celeron 787-887(1,3 - 1,5 ГГц)
- Эффективная частота системной шины, МГц: 950-1050
- Размер кэш L2: 1-2 x 256 Кбайт
- Размер кэш L3: 1,5 - 2 Мбайт
- Количество ядер: 1-2
- Количество транзисторов (млн): 624, 504
- Площадь кристалла (мм²): 149, 131
- Максимальное значение TDP, Вт: 35, 17
- Максимальная температура, С: 100
- Техпроцесс, нм: 32
- Поддерживаемые технологии: MMX, SSE, SSE2, SSE3, SSSE3, Intel 64, XD bit (NX bit), SSE4.1, SSE4.2, EIST, IntelVT-x, Smart Cache
- Разъём: BGA1023, rPGA988B, FCPGA988
- Встроенное GPU: Intel HD Graphics 2-го поколения

### Ivy Bridge
Дата анонса процессоров: Январь 2013
- Представленные модели: Celeron 1000M, 1005M, 1020M, 1020E, 1007U, 1017U, 1037U, 1047 UE, 1019Y (1,8 - 2,2 ГГц)
- Эффективная частота системной шины, МГц: 800-1000
- Размер кэш L2: 2 x 256 Кбайт
- Размер кэш L3: 2 Мбайт
- Количество ядер: 2
- Максимальное значение TDP, Вт: 35, 17, 10
- Максимальная температура, С: 105
- Техпроцесс, нм: 22
- Поддерживаемые технологии: MMX, SSE, SSE2, SSE3, SSSE3, Intel 64, XD bit (NX bit), SSE4.1, SSE4.2, EIST, IntelVT-x, Smart Cache
- Разъём: FCPGA988 (Socket G2), FCBGA1023, FCBGA1023
- Встроенное GPU: Intel HD Graphics 3-го поколения

### Haswell
Дата анонса процессоров: Сентябрь 2013
- Представленные модели: Celeron 2950M(2 ГГц), 2970M(2,2 ГГц), 2955U-2971U(1,4 - 1,6 ГГц), 2961Y(1,1 ГГц), 2000E-2002E (1,5 - 2,2 ГГЦ)
- Эффективная частота системной шины, МГц: 1100, 1000, 850
- Размер кэш L2: 2 x 256 Кбайт
- Размер кэш L3: 2 Мбайт
- Количество ядер: 2
- Количество транзисторов (млн): 1300
- Площадь кристалла (мм²): 181
- Максимальное значение TDP, Вт: 37, 15, 11.5
- Максимальная температура, С: 100
- Техпроцесс, нм: 22
- Поддерживаемые технологии: MMX, SSE, SSE2, SSE3, SSSE3, Intel 64, XD bit (NX bit), SSE4.1, SSE4.2, EIST, IntelVT-x, Smart Cache
- Разъём: Socket G3, BGA-1168, BGA-1364
- Встроенное GPU: Intel HD Graphics 4-го поколения

### Broadwell
Дата анонса процессоров: Январь 2015
- Представленные модели: Celeron 3205U, 3215U, 3755U, 3765U (1,5 - 1,9 ГГц)
- Эффективная частота системной шины, МГц: 800-850
- Размер кэш L2: 2 x 256 Кбайт
- Размер кэш L3: 2 Мбайт
- Количество ядер: 2
- Максимальное значение TDP, Вт: 15
- Максимальная температура, С: 105
- Техпроцесс, нм: 14
- Поддерживаемые технологии: MMX, SSE, SSE2, SSE3, SSSE3, Intel 64, XD bit (NX bit), SSE4.1, SSE4.2, EIST, IntelVT-d, Smart Cache
- Разъём: BGA-1168
- Встроенное GPU: Intel HD Graphics 5-го поколения

### Bay Trail
Дата анонса процессоров: Январь 2015
- Представленные модели: Celeron N2805-2808(1.46-1.58 ГГц), N2810-2840(1,86 - 2,16 ГГц), N2910-2940(1.6 - 1.83 ГГц)
- Эффективная частота системной шины, МГц: 667-854
- Размер кэш L3: 1-2 Мбайт
- Количество ядер: 2, 4(у N29XX серии)
- Максимальное значение TDP, Вт: 4.3, 7.5
- Максимальная температура, С: 105
- Техпроцесс, нм: 22
- Поддерживаемые технологии: MMX, SSE, SSE2, SSE3, SSSE3, Intel 64, XD bit (NX bit), SSE4.1, SSE4.2, EIST, IntelVT-x, Smart Cache
- Разъём: FC-BGA 1170
- Встроенное GPU: Intel HD Graphics 5-го поколения

### Braswell
Дата анонса процессоров: Март 2015
- Представленные модели: Celeron N3000-3060(1,04 - 1,6 ГГц), N3150-3160(1.6 ГГц)
- Эффективная частота системной шины, МГц: 667-854
- Размер кэш L2: 2 Мбайт
- Количество ядер: 2, 4(у N31XX серии)
- Максимальное значение TDP, Вт: 4, 6
- Максимальная температура, С: 90
- Техпроцесс, нм: 14
- Поддерживаемые технологии: MMX, SSE, SSE2, SSE3, SSSE3, Intel 64, XD bit (NX bit), SSE4.1, SSE4.2, EIST, IntelVT-x, AES-NI
- Разъём: FCBGA1170
- Встроенное GPU: Intel HD Graphics N3000-series

### Skylake
Дата анонса процессоров: Декабрь 2015
- Представленные модели: Celeron 3855U (1,6 ГГц), 3955U (2 ГГц)
- Эффективная частота системной шины, МГц: 900
- Размер кэш L3: 2 Мбайт
- Количество ядер: 2
- Максимальное значение TDP, Вт: 15
- Максимальная температура, С: 100
- Техпроцесс, нм: 14
- Поддерживаемые технологии: MMX, SSE, SSE2, SSE3, SSSE3, Intel 64, XD bit (NX bit), SSE4.1, SSE4.2, EIST, IntelVT-x, IntelVT-d, AES-NI
- Разъём: BGA 1356
- Встроенное GPU: Intel HD Graphics 510

### Apollo Lake
Дата анонса процессоров: Сентябрь 2016
- Представленные модели: Celeron N3350 (1,1 ГГц), N3450 (1,1 ГГц)
- Эффективная частота системной шины, МГц: 650, 700
- Размер кэш L2: 2 Мбайт
- Количество ядер: 2, 4
- Максимальное значение TDP, Вт: 6
- Максимальная температура, С: 105
- Техпроцесс, нм: 14
- Поддерживаемые технологии: MMX, SSE, SSE2, SSE3, SSSE3, Intel 64, XD bit (NX bit), SSE4.1, SSE4.2, EIST, IntelVT-x, IntelVT-d, AES-NI
- Разъём: FC-BGA 1296
- Встроенное GPU: Intel HD Graphics 500

### Gemini Lake
Дата анонса процессоров: Декабрь 2017
- Представленные модели: Celeron N4000-4020(1,1 ГГц), N4100-4120(1,1 ГГц)
- Эффективная частота системной шины, МГц: 650, 700
- Размер кэш L2: 4 Мбайт
- Количество ядер: 2, 4
- Максимальное значение TDP, Вт: 6
- Максимальная температура, С: 105
- Техпроцесс, нм: 14
- Поддерживаемые технологии: MMX, SSE, SSE2, SSE3, SSSE3, Intel 64, XD bit (NX bit), SSE4.1, SSE4.2, EIST, IntelVT-x, IntelVT-d, AES-NI
- Разъём: FC-BGA 1090
- Встроенное GPU: Intel HD Graphics 600

### Kaby Lake
Дата анонса процессоров: Январь 2017
- Представленные модели: Celeron 3865U (1,8 ГГц), 3965U (2,2 ГГц), 3965Y (1,5 ГГц), 3867U (1,8 ГГц)
- Эффективная частота системной шины, МГц: 650, 700
- Размер кэш L3: 2 Мбайт
- Количество ядер: 2
- Максимальное значение TDP, Вт: 15, 6
- Максимальная температура, С: 100
- Техпроцесс, нм: 14
- Поддерживаемые технологии: MMX, SSE, SSE2, SSE3, SSSE3, Intel 64, XD bit (NX bit), SSE4.1, SSE4.2, EIST, IntelVT-x, IntelVT-d, AES-NI
- Разъём: FCBGA1356, FCBGA1515
- Встроенное GPU: Intel HD Graphics 610

### Comet Lake
Дата анонса процессоров: Октябрь 2019
- Представленные модели: Celeron 5205U (1,9 ГГц), 5305U (2,3 ГГц)
- Эффективная частота системной шины, МГц: 900
- Размер кэш L3: 2 Мбайт
- Количество ядер: 2
- Максимальное значение TDP, Вт: 15
- Максимальная температура, С: 100
- Техпроцесс, нм: 14
- Поддерживаемые технологии: MMX, SSE, SSE2, SSE3, SSSE3, Intel 64, XD bit (NX bit), SSE4.1, SSE4.2, EIST, IntelVT-x, IntelVT-d, AES-NI
- Разъём: BGA 1528
- Встроенное GPU: Intel HD Graphics 10th Gen

### Tiger Lake
Дата анонса процессоров: Октябрь 2020
- Представленные модели: Celeron 6305(1,8 ГГц)
- Эффективная частота системной шины, МГц: 1250
- Размер кэш L3: 4 Мбайт
- Количество ядер: 2
- Максимальное значение TDP, Вт: 15
- Максимальная температура, С: 100
- Техпроцесс, нм: 10
- Поддерживаемые технологии: MMX, SSE, SSE2, SSE3, SSSE3, Intel 64, XD bit (NX bit), SSE4.1, SSE4.2, EIST, IntelVT-x, IntelVT-d, AES-NI, Optane memory, GNA 2.0, IPU6, TB4.
- Разъём: FCBGA1449
- Встроенное GPU: Intel HD Graphics 11th Gen

### Jasper Lake
Дата анонса процессоров: Январь 2021
- Представленные модели: Celeron N4500 (1,1 ГГц), N5100 (1,1 ГГц)
- Эффективная частота системной шины, МГц: 750-800
- Размер кэш L3: 4 Мбайт
- Количество ядер: 2, 4
- Максимальное значение TDP, Вт: 6
- Максимальная температура, С: 105
- Техпроцесс, нм: 10
- Поддерживаемые технологии: MMX, SSE, SSE2, SSE3, SSSE3, Intel 64, XD bit (NX bit), SSE4.1, SSE4.2, EIST, IntelVT-x, IntelVT-d, AES-NI, Optane memory, GNA 2.0, IPU6, TB4.
- Разъём: FC-BGA 1338
- Встроенное GPU: Intel UHD Graphics

### Alder Lake
Дата анонса процессоров: Январь 2022
- Представленные модели: Celeron 7300[9] (1,0 ГГц), Celeron 7305[10] (1,1 ГГц)
- Размер кэш L3: 8 Мбайт
- Количество ядер (всего/производительные): 5/1
- Количество потоков: 5
- TDP, Вт: 9, 15
- Максимальная температура, С: 100
- Техпроцесс, нм: 10 (Intel 7)
- Поддерживаемые технологии: MMX, SSE, SSE2, SSE3, SSSE3, Intel 64, XD bit (NX bit), SSE4.1, SSE4.2, EIST, IntelVT-x, IntelVT-d, AES-NI, AVX, AVX2, FMA3, Smart Cache, Thread Director, DL Boost, GNA 3.0, IPU6, TB4.
- Разъём: FCBGA1781, FCBGA1744
- Встроенное GPU: UHD Graphics for 12th Gen